# Ibis ołowiany
Ibis ołowiany (Theristicus caerulescens) – gatunek dużego ptaka z rodziny ibisów (Threskiornithidae). Występuje w środkowej i południowo-wschodniej części Ameryki Południowej. Nie jest zagrożony wyginięciem.

## Taksonomia
Po raz pierwszy gatunek opisał Louis Jean Pierre Vieillot w 1817 w Nouveau dictionnaire d'histoire naturelle. Holotyp pochodził z Paragwaju. Autor nadał nowemu gatunkowi nazwę Ibis caerulescens. Obecnie (2020) Międzynarodowy Komitet Ornitologiczny umieszcza go w rodzaju Theristicus. W 1832 opisany został rodzaj Harpiprion, do którego ibis ołowiany bywa zaliczany. Umieszczany bywał też w Molydophanes i Geronticus. Nie wyróżnia się podgatunków.
Epitet gatunkowy caerulescens oznacza z łaciny niebieskawy.

## Morfologia

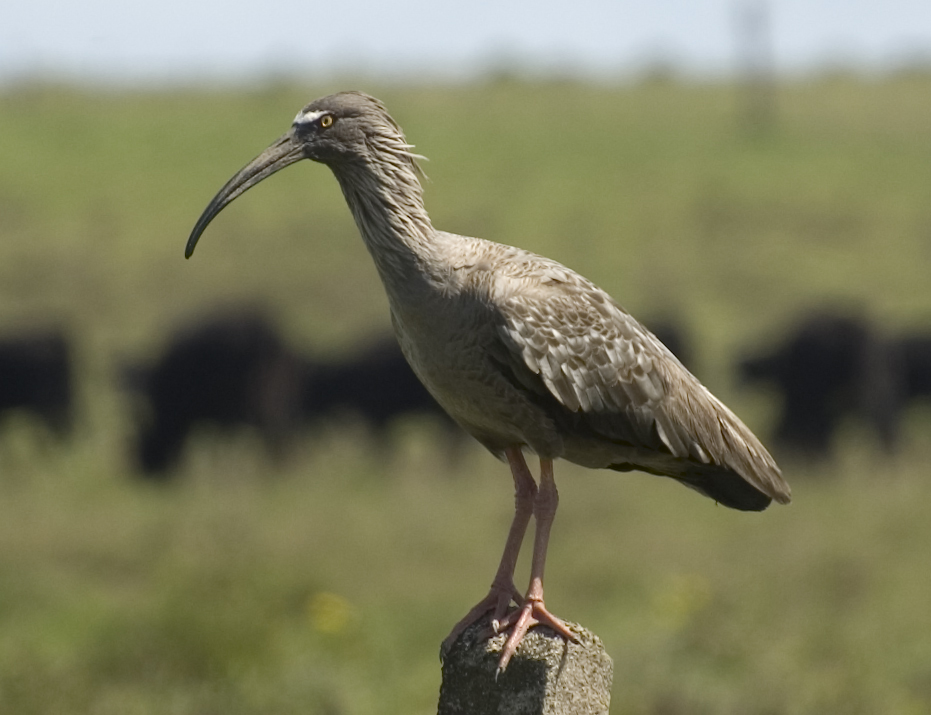
Osobnik sfotografowany w Urugwaju

Długość ciała wynosi 71–76 cm. Wymiary szczegółowe dla 10 samców i 10 samic: długość skrzydła samców 397–450 mm, samic 360–406 mm; długość dzioba samców: 145–167 mm, długość dzioba samic: 126–147 mm; długość skoku samców: 165–190 mm, samic: 165–192 mm.
Upierzenie w większości ma barwę szarą po niebieskoszarą, od spodu jaśniejszą ze względu na szarobrązowe plamkowanie. Głowa jest niemal całkowicie opierzona z bardzo charakterystycznym białym paskiem na czole i mniejszym paskiem koło niższej części dzioba. Z tyłu szyi występują wydłużone, szare pióra o długości blisko 10 cm z kremowymi centrami; pod niektórymi kątami zdają się być różowawe. Lotki i sterówki są ciemnobrązowe po czarne, z brązowozielonym połyskiem, pod niektórymi kątami srebrzystym. Naga skóra w obrębie kantarka i brody szara po czarną. Nogi różowopomarańczowe, bardziej jaskrawe w okresie zalotów. Tęczówka pomarańczowawa, różnie opisywana: jako żółtobrązowa, pomarańczowożółta lub pomarańczowa.

## Zasięg występowania
Ibisy ołowiane zamieszkują Boliwię, południowo-centralną i południową Brazylię po Paragwaj, północną Argentynę i Urugwaj.

## Ekologia i zachowanie
Środowiskiem życia ibisów ołowianych są mokradła, szczególnie te sezonowe w obrębie chaco i Pantanalu. Żerują w stawach, na mokradłach, zalanych pastwiskach i innych podmokłych miejscach. Choć przeważnie ptaki te widywane są na obszarach podmokłych, mogą pojawić się i na suchych obszarach trawiastych i w okolicach siedlisk ludzkich. Zazwyczaj przebywają samotnie lub w parach, niekiedy w grupach liczących 4–6 osobników. Prawdopodobnie większe grupy składają się z pary ptaków i ich opierzonych już młodych. Czasami żerują w towarzystwie ibisów amerykańskich (Plegadis chihi). Ibisy ołowiane żywią się ślimakami Pomacea, krabami, wodnymi owadami, płazami bezogonowymi i rybami, w tym węgorzami.

### Lęgi
Ibisy ołowiane gniazdują samotnie na luźno zadrzewionych obszarach. W Mato Grosso lęgi zaczynają się w marcu i kwietniu, trwają do połowy października. Gniazdo budują zarówno samiec jak i samica; zbudowane jest z gałęzi, wyściółkę stanowią liście i trawy. Mierzy blisko 25 cm wysokości i 50 cm średnicy. Ulokowane jest na dużym drzewie; w Mato Grosso gniazda znajdują się na wysokości do 12 m. W Pantanalu zniesienie liczy od 2 do 3 jaj. Skorupka ma barwę jasnoszarą. Inkubacja trwa 28 dni, młode klują się na początku września. Przez pierwsze 10 dni życia pisklęta są intensywnie strzeżone przez rodziców. Gdy człowiek zbliży się do gniazda, dorosły ibis krzyczy, obniża ciało, stroszy pióra i dziobie. Pisklęta mają jasnoszary puch, czerwonawą skórę, białe czoło i czarny dziób. Młode są w pełni opierzone po 43 dniach życia.

## Status i ochrona
IUCN uznaje ibisa ołowianego za gatunek najmniejszej troski (LC, Least Concern) nieprzerwanie od 1988 roku. BirdLife International uznaje trend populacji za stabilny. Wymienia 19 ostoi ptaków IBA, w których występują ptaki tego gatunku.